# NGC 7496A
NGC 7496A is een balkspiraalstelsel in het sterrenbeeld Kraanvogel. Het hemelobject werd op 5 september 1834 ontdekt door de Britse astronoom John Herschel.

## Synoniemen
- ESO 291-7
- AM 2309-440
- KDWG 274
- PGC 70687